# Linux Day

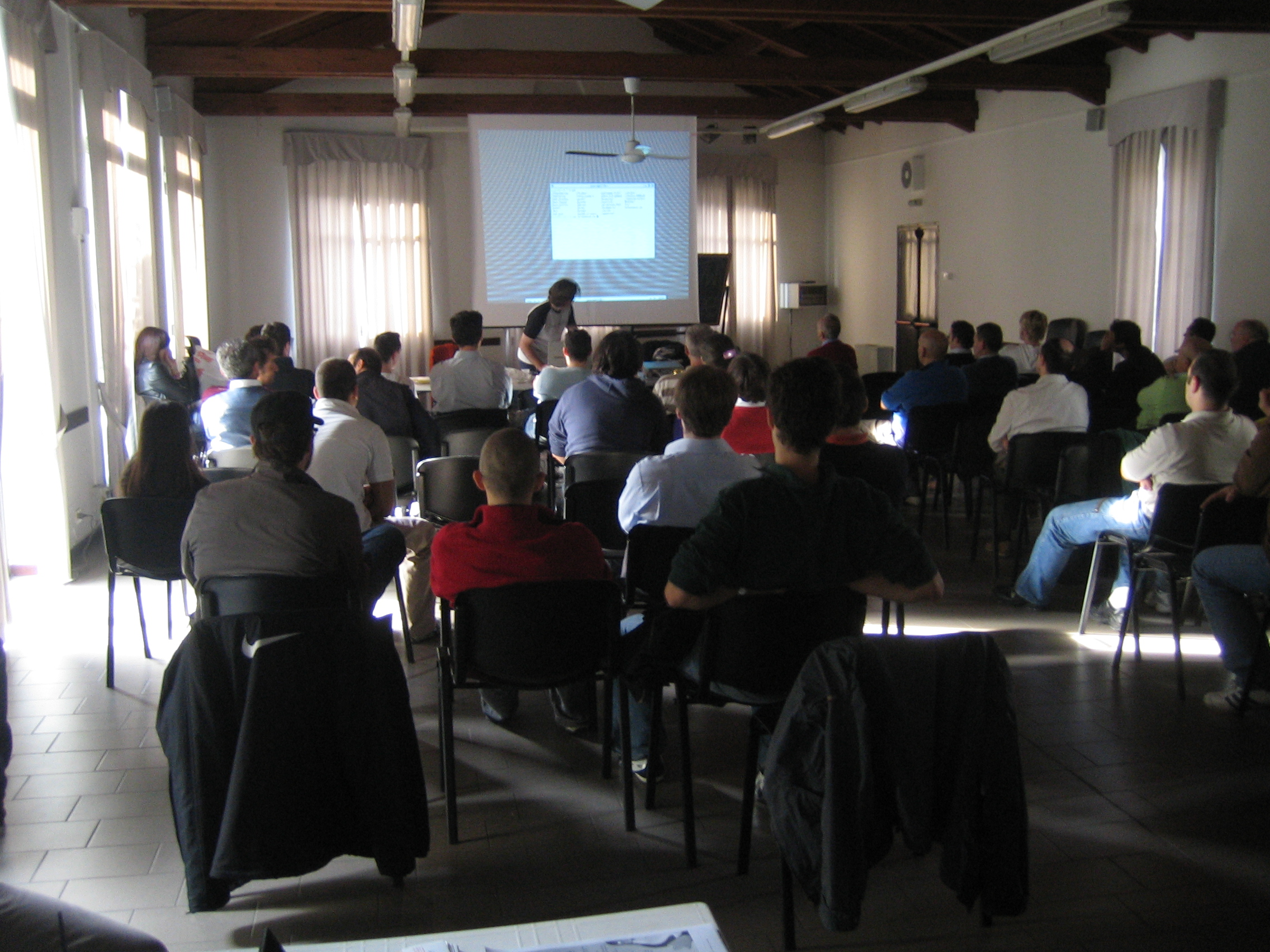
Un momento del Linux Day 2006 a Como

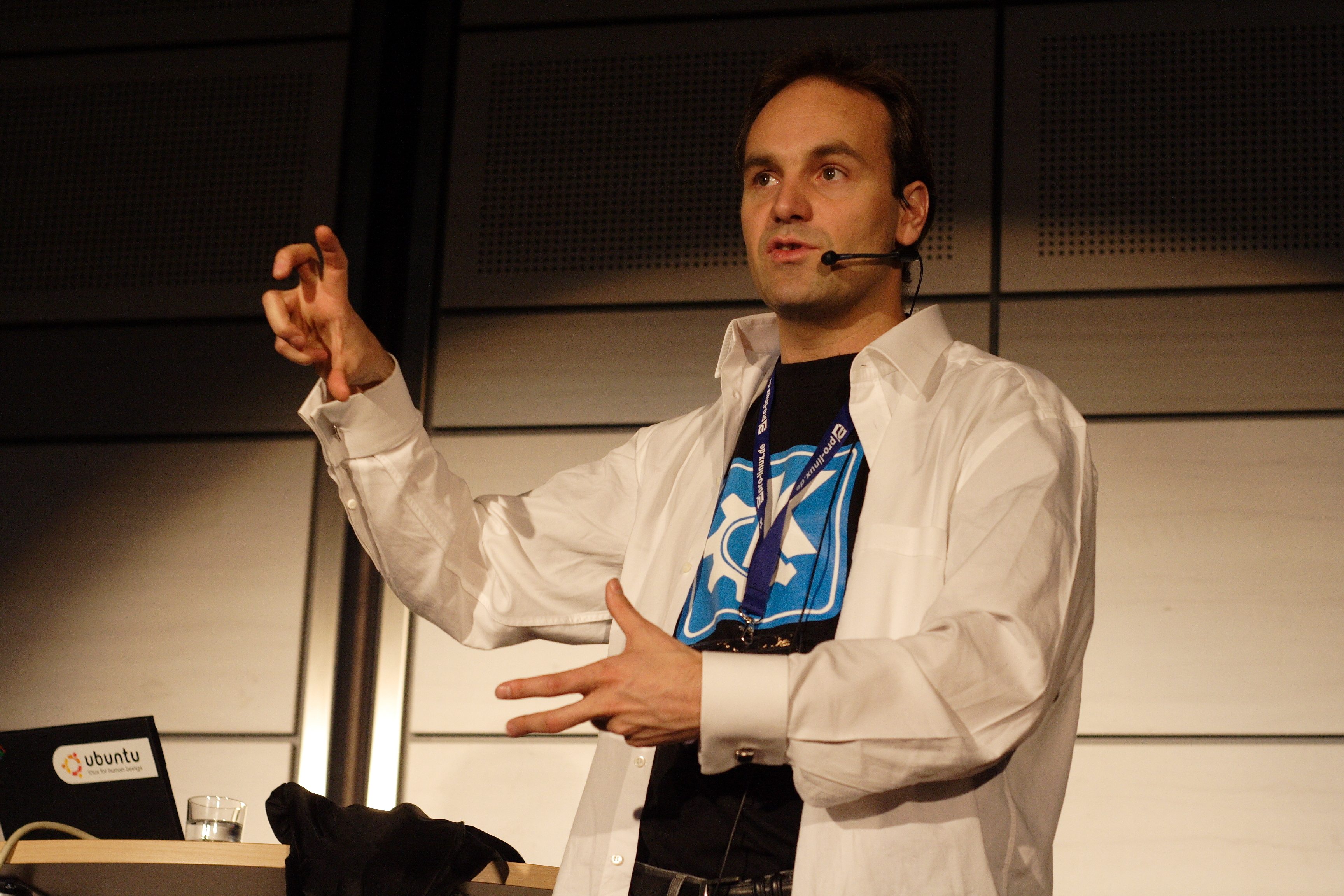
Mark Shuttleworth, fondatore di Canonical

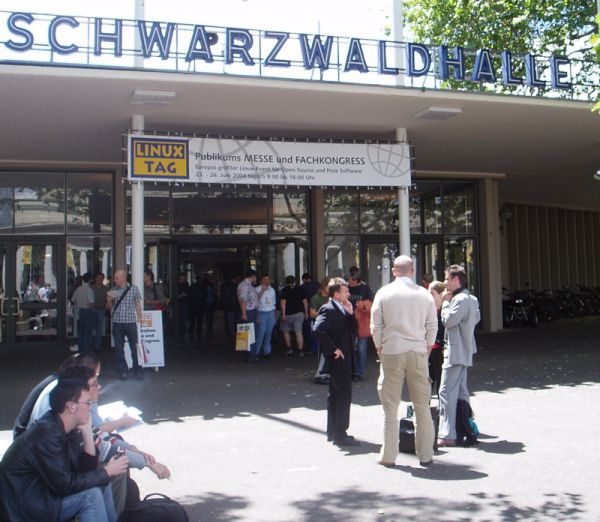

Il Linux Day è una manifestazione italiana no-profit, che si tiene annualmente ogni quarto sabato di ottobre, consistente in un insieme di eventi contemporanei organizzati in diverse città italiane, con lo scopo di promuovere il sistema operativo GNU/Linux e il software libero. Il successo via via crescente l'ha resa la principale manifestazione italiana dedicata a tali tematiche.

## Descrizione
La manifestazione è nata nel 2001 per iniziativa di Davide Cerri e Antonio Gallo di ILS, con lo scopo di valorizzare la rete dei LUG italiani organizzando una manifestazione di portata nazionale, ma allo stesso tempo delocalizzata sul territorio. La prima edizione si è tenuta il 1º dicembre 2001 in circa quaranta città sparse su tutto il territorio nazionale. Si tratta di un'iniziativa distribuita per conoscere ed approfondire Linux ed il software libero, composta di numerosi eventi locali.
In occasione della sua 20ª edizione il Linux Day si è svolto online in forma di conferenza nazionale unificata virtuale, a causa della pandemia in corso.
Il tema dell'edizione 2021 del Linux Day è stato "Dati, dati, dati... Ma dati a chi?". L'edizione si è svolta sia dal vivo in alcune città che online.

### Promotori
Promosso da Italian Linux Society (ILS) ed organizzato localmente da gruppi di appassionati e simpatizzanti delle tematiche proprie della manifestazione, spesso aggregati in Linux User Group (LUG), la responsabilità dei singoli eventi locali è lasciata ai rispettivi gruppi organizzatori, che hanno libertà di scelta per quanto riguarda i dettagli delle iniziative locali, nel rispetto delle linee guida generali definite da ILS.

### Contenuti
Non esistono vincoli o format predefiniti per l'organizzazione di una manifestazione locale, ma in generale un Linux Day si articola in una o più aule per i talk (talvolta divisi per aree tematiche) ed un Linux Install Party (LIP), ovvero uno spazio presso cui il pubblico può portare il proprio computer e ricevere assistenza nell'installazione e nella configurazione di GNU/Linux.
Altri generi di contenuti comuni sono: banchetti tematici permanenti, presso cui porre domande su argomenti specifici; workshop di approfondimento distribuiti su più ore; conferenze di personaggi di spicco del panorama freesoftware italiano; distribuzione di materiale informativo e gadgets.

### Cronologia
Le edizioni italiane del Linux Day:
| Anno | Data        | Tema                               | Manifestazioni locali          |
| ---- | ----------- | ---------------------------------- | ------------------------------ |
| 2001 | 1º dicembre |                                    | 40                             |
| 2002 | 23 novembre |                                    | 69                             |
| 2003 | 29 novembre |                                    | 85                             |
| 2004 | 27 novembre |                                    | 100                            |
| 2005 | 26 novembre |                                    | 100                            |
| 2006 | 28 ottobre  |                                    | 104                            |
| 2007 | 27 ottobre  |                                    | 118                            |
| 2008 | 25 ottobre  |                                    | 124                            |
| 2009 | 24 ottobre  |                                    | 123                            |
| 2010 | 23 ottobre  |                                    | 135                            |
| 2011 | 22 ottobre  |                                    | 110                            |
| 2012 | 27 ottobre  |                                    | 119                            |
| 2013 | 26 ottobre  |                                    | 107                            |
| 2014 | 25 ottobre  |                                    | 95                             |
| 2015 | 24 ottobre  |                                    | 91                             |
| 2016 | 22 ottobre  |                                    | 80                             |
| 2017 | 28 ottobre  |                                    | 79                             |
| 2018 | 27 ottobre  |                                    | 77                             |
| 2019 | 26 ottobre  |                                    | 58                             |
| 2020 | 24 ottobre  |                                    | solo online                    |
| 2021 | 23 ottobre  | Dati, dati, dati... Ma dati a chi? | online + 20 eventi in presenza |
| 2022 | 22 ottobre  |                                    | online + 37 eventi in presenza |
| 2023 | 28 Ottobre  |                                    | online + 42 eventi in presenza |
| 2024 | 26 ottobre  |                                    | online + 43 eventi in presenza |